# Musée de l'immigration chinoise
Le musée de l'immigration chinoise est un musée mauricien qui retrace l'histoire méconnue de l'immigration chinoise à Maurice à partir du milieu du XIXe siècle,. Il se trouve rue Rémy Ollier à Port-Louis, capitale de l'île.

## Description
Ce musée a ouvert ses portes au public en 2008 dans un bâtiment ancien de la capitale. Il retrace la vie de ses engagés de Chine qui vinrent à partir du milieu du XIXe siècle s'établir à Maurice comme coolies ou commerçants. La plupart d'entre eux parlaient le hakka ou le cantonais.
Le musée présente des photographies et des reconstitutions, comme celle du quartier de China Town de Port-Louis dans les années 1840, ou celle d'une tabagie (petit commerce typique chinois avec de la vente de tabac et d'épices) ainsi que des objets quotidiens, meubles et vêtements, ustensiles, paniers d'osier et de nombreux journaux chinois locaux.